# Kraków Kings 2019
Questa voce raccoglie le informazioni riguardanti i Kraków Kings nelle competizioni ufficiali della stagione 2019.

## Roster
| Roster dei Kraków Kings (2019) |
| --- |
| Quarterback - 2 Tivon Cook - 18 Mateusz Wiecheć - 33 Gunther Krotsch Running Back - 9 Patryk Kardasz - 11 Jarosław Baran - 17 Paweł Łopatyński - 34 Szymon Wesołowski - 79 Przemysław Kubisztal Wide Receiver - 5 Adrian Pomietło - 5 Paweł Tomeczek - 8 Paweł Dzierwa - 10 Dariusz Nizioł - 12 Bernard Wiązania - 14 Tomasz Skowroński - 15 Przemysław Pawłowski - 15 Ziemowit Górski - 17 Karol Łukaszko - 31 Kamil Sakowski - 80 Piotr Płatek - 82 Paweł Wożniak - 84 Krzysztof Karp - 85 Jacek Kuśmierczyk - 89 Daniel Lazarowicz Offensive Linemen - 8 Kacper Doszla - 56 Łukasz Korpak - 61 Arkadiusz Musiał - 62 Wojciech Klonowski - 65 Maciej Krytowski - 66 Bartek Biegun - 67 Kacper Kowalski - 72 Kamil Bielas Defensive Linemen - 50 Radosław Gofroń - 77 Elijah Thomas - 88 Rafał Hawełka - 91 Oskar Romaniuk - 92 Maciej Śmiałek - 94 Patryk Jakubiec - 99 Daniel Sawicki Linebacker - 43 Leonid Prybluda - 47 Filip Świechowicz - 51 Jakub Humięcki - 52 Dawid Marzec - 55 Tomasz Wełna - 69 Paweł Głowacz - 90 Filip Baryła - 92 Krzysztof Guzy - 97 Kacper Spychała Defensive Back - 7 Marcin Masłoń S - 13 Kamil Węgrzyniak - 21 Tomasz Kolisz - 23 Michał Korman - 25 Jarosław Satkowski - 27 Sebastian Szarek - 27 Szymon Nowak S - 31 Michał Zieliński - 45 Adrian Wardęga - 51 Mateusz Klemens S Special Team - 19 Filip Mościcki H Coaching staff Zygmunt Łodziński (HC) |

## Prima squadra

### Liga Futbolu Amerykańskiego 1 2019

#### Stagione regolare
| Cracovia 31 marzo 2019 | Kraków Kings  | 32 – 14 (0-0 0-14 17-0 15-0) referto | Armia Poznań | WKS Wawel\| Arbitro: \| Walentynowicz \| |
| Arbitro:               | Walentynowicz |                                      |              |                                          |

| Breslavia 6 aprile 2019 | Panthers Wrocław | 48 – 14 (17-7 14-7 7-0 10-0) referto | Kraków Kings | Stadion Olimpijski\| Arbitro: \| Walentynowicz \| |
| Arbitro:                | Walentynowicz    |                                      |              |                                                   |

| Opole 13 aprile 2019, ore 13:00 | Towers Opole | 19 – 34 (0-14 6-20 7-0 6-0) referto | Kraków Kings | Miejski Stadion Lekkoatletyczny imienia Opolskich Olimpijczyków\| Arbitro: \| Radziński \| |
| Arbitro:                        | Radziński    |                                     |              |                                                                                            |

| Varsavia 28 aprile 2019 | Warsaw Mets | 25 – 17 (0-7 19-2 6-0 0-8) referto | Kraków Kings | Stadion Polonii Warszawa\| Arbitro: \| Żak \| |
| Arbitro:                | Żak         |                                    |              |                                               |

| Cracovia 4 maggio 2019 | Kraków Kings  | 7 – 37 (0-0 0-14 7-16 0-7) referto | Lowlanders Białystok | WKS Wawel\| Arbitro: \| Walentynowicz \| |
| Arbitro:               | Walentynowicz |                                    |                      |                                          |

| Cracovia 18 maggio 2019 | Kraków Kings | 6 – 27 (0-0 0-7 0-7 6-13) referto | Tychy Falcons | WKS Wawel\| Arbitro: \| Rączkowski \| |
| Arbitro:                | Rączkowski   |                                   |               |                                       |

| Sopot 26 maggio 2019 | Seahawks Gdynia | 47 – 20 (7-0 20-7 7-7 13-6) referto | Kraków Kings | Stadion im. Edwarda Hodury\| Arbitro: \| Ratajczak \| |
| Arbitro:             | Ratajczak       |                                     |              |                                                       |

| Cracovia 1º giugno 2019 | Kraków Kings | 36 – 0 (13-0 16-0 0-0 7-0) referto | Wataha Zielona Góra | WKS Wawel\| Arbitro: \| Rączkowski \| |
| Arbitro:                | Rączkowski   |                                    |                     |                                       |

### Statistiche di squadra
| Competizione      | %Vittorie | In casa | In casa | In casa | In casa | In casa | In casa | In trasferta | In trasferta | In trasferta | In trasferta | In trasferta | In trasferta | Totale | Totale | Totale | Totale | Totale | Totale |
| Competizione      | %Vittorie | G       | V       | N       | P       | Pf      | Ps      | G            | V            | N            | P            | Pf           | Ps           | G      | V      | N      | P      | Pf     | Ps     |
| ----------------- | --------- | ------- | ------- | ------- | ------- | ------- | ------- | ------------ | ------------ | ------------ | ------------ | ------------ | ------------ | ------ | ------ | ------ | ------ | ------ | ------ |
| Stagione regolare | .375      | 4       | 2       | 0       | 2       | 81      | 78      | 4            | 1            | 0            | 3            | 85           | 139          | 8      | 3      | 0      | 5      | 166    | 217    |
| Totale            | .375      | 4       | 2       | 0       | 2       | 81      | 78      | 4            | 1            | 0            | 3            | 85           | 139          | 8      | 3      | 0      | 5      | 166    | 271    |

## Seconda squadra

### Liga Futbolu Amerykańskiego 9 2019

#### Stagione regolare
| Cracovia 18 agosto 2019 | Kraków Kings B | 0 – 32 referto | Bielawa Owls | Stadion WKS Wawel |

| 7 settembre 2019 | Święci Częstochowa | 6 – 46 referto | Kraków Kings B |  |

| 14 settembre 2019 | Renegades Świdnica | 12 – 6 referto | Kraków Kings B |  |

| Cracovia 5 ottobre 2019 | Kraków Kings B | 20 – 42 referto | Tychy Falcons B | Stadion WKS Wawel |

### Statistiche di squadra
| Competizione      | %Vittorie | In casa | In casa | In casa | In casa | In casa | In casa | In trasferta | In trasferta | In trasferta | In trasferta | In trasferta | In trasferta | Totale | Totale | Totale | Totale | Totale | Totale |
| Competizione      | %Vittorie | G       | V       | N       | P       | Pf      | Ps      | G            | V            | N            | P            | Pf           | Ps           | G      | V      | N      | P      | Pf     | Ps     |
| ----------------- | --------- | ------- | ------- | ------- | ------- | ------- | ------- | ------------ | ------------ | ------------ | ------------ | ------------ | ------------ | ------ | ------ | ------ | ------ | ------ | ------ |
| Stagione regolare | .250      | 2       | 0       | 0       | 2       | 20      | 74      | 2            | 1            | 0            | 1            | 52           | 18           | 4      | 1      | 0      | 3      | 72     | 92     |
| Totale            | .250      | 2       | 0       | 0       | 2       | 20      | 74      | 2            | 1            | 0            | 1            | 52           | 18           | 4      | 1      | 0      | 3      | 72     | 92     |